# Хемницкий раздел

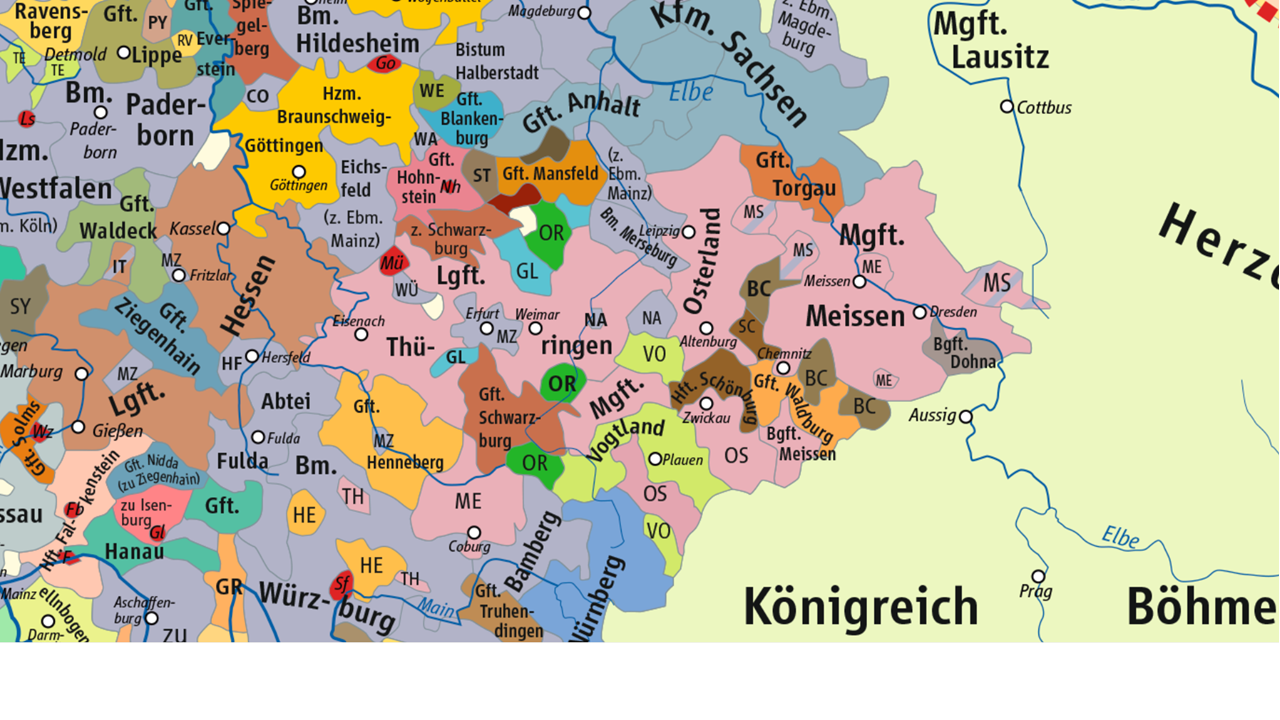
Маркграфство Майсен в 1400 г.

Хемницкий раздел (нем. Chemnitzer Teilung) — произошедший в 1382 г. после смерти маркграфа Майсена и ландграфа Тюрингии Фридриха III раздел его владений.
13 ноября 1382 г. наследники встретились в Хемнице (предположительно, в тамошнем бенедиктинском монастыре) и разделили земли между собой следующим образом:
- Брат покойного Балтазар — большая часть владений в Тюрингии:

1. замки Бранденбург, Брайтенбах, Вартбург, Ваксенбург, Грилленбург, Кифхойзер, Лихтенберг Маркграфенштайн, Ротенбург, Теннеберг, Шварцвальд,
2. города Айзенах, Бад-Зальцунген, Бад-Лангензальца, Бад-Либенштайн, Бад-Тенштедт, Бальхаузен, Бенделебен, Брюккен, Буттельштедт, Буттштедт, Вайсензе, Веймар, Виэ, Гота, Гросенготтерн, Гросфурра, Грюнинген, Зангерхаузен, Кройцбург, Лауха, Ноймарк, Нордхаузен, Тамсбрюк, Треффурт, Хербслебен, Целла-Мелис, Шеневерда, Шлотхайм, Эккартсберга, Эльгерсбург,
3. лес в Байернаумбурге, Гебезе, Герстунгене,
4. монастырь Зиттихенбах.

- Брат покойного Вильгельм I — Маркграфство Майсен.
- Сыновья покойного: Фридрих, Вильгельм II и Георг (до 1390 г. пребывали под опекой своей матери Катарины фон Хеннеберг) — Остерланд, Плайсенланд, города Ландсберг, Орламюнде, Кала, Йена и Наумбург.
- Город Фрайберг оставался под общим управлением.

Маркграфство Мейсен после смерти Вильгельма I в 1407 г. унаследовали его племянники Фридрих I, Вильгельм II и Фридрих IV.